# Diócesis de Azoto
La diócesis de Azoto (en latín: Dioecesis Azotiensis) es una sede suprimida y sede titular de la Iglesia Católica.

## Historia
Azoto, ciudad fundada por los filisteos y ahora en Israel, es un antiguo obispado de la provincia romana de la Palestina Prima en la diócesis civil de Oriente. Formó parte del Patriarcado de Jerusalén y fue sufragánea de la archidiócesis de Cesarea.
La ciudad fue evangelizada por el diácono Felipe, según narra el libro de los Hechos de los Apóstoles (Hechos 8:40).
Hay seis obispos conocidos de esta sede. Silvano participó en el Concilio de Nicea en 325 y Carisio en el de Seleucia en 369. Heraclio fue testigo del bandolerismo de Éfeso y del concilio de Calcedonia. Lázaro participó en el sínodo que reunió a los obispos palestinos en el año 536 para condenar a Severo de Antioquía. Los descubrimientos arqueológicos han sacado a la luz dos inscripciones, con los nombres de otros dos obispos de Azoto: Juan, que completó la restauración de una iglesia en diciembre de 511 en Khirbet Barqa (Gan Yavneh); y Procopio, cuya inscripción, descubierta en una iglesia de Azoto en 2017, está fechada en 539.
Desde el siglo XIV, Azoto figura entre los obispados titulares de la Iglesia católica; el puesto está vacante desde el 19 de agosto de 1953. Hasta mediados del siglo XVII, la sede titular estuvo asignada en gran medida a los obispos coadjutores de la diócesis de Tréveris.

## Cronología

### Obispos griegos
- Silvanus † (mencionado 325 )
- Carisio † (mencionado 369 )
- Heraclio † (antes de 449 - después de 451 )
- Juan † (mencionado 511 )
- Lázaro † (mencionado en 536 )
- Procopio † (mencionado 539 )

### Obispos titulares
- Matías de Epternachus, OSB † (1365-1375, su defunción)
- Nicolás † (? fallecido)
- Conrado de Oldendorf, OC † ( nombrado el 13 de julio de 1391 - fallecido el 13 de abril de 1416 )
- Giovanni de Monte, OP † (nombrado el 4 de septiembre de 1419 - fallecido el 17 de diciembre de 1442 )
- Hubert Yffz (de Rommersdorf), O. Praem. † ( Nombrado el 11 de mayo de 1450 - Fallecido el 5 de febrero de 1483 )
- Johannes von Eindhoven, CRSA † (nombrado el 30 de agosto de 1483 - fallecido el 7 de octubre de 1508 )
- Johannes Enen † (nombrado el 13 de noviembre de 1517 - fallecido el 31 de julio de 1519 )
- Nikolaus Schienen † (nombrado el 26 de octubre de 1519 - fallecido el 21 de agosto de 1556 )
- Gregor Virneburg † (nombrado el 20 de diciembre de 1557 - fallecido el 30 de junio de 1578 )
- Peter Binsfeld † (nombrado el 12 de febrero de 1580 - fallecido el 24 de noviembre de 1598 )
- Gregor Helfenstein † (nombrado el 29 de octubre de 1599 - fallecido el 21 de octubre de 1632 )
- Otto (Johann Theodor) von Senheim, OP † (nombrado el 8 de agosto de 1633 - fallecido el 11 de noviembre de 1662 )
- Johannes Holler † (nombrado el 27 de agosto de 1663 - fallecido el 20 de enero de 1671 )
- Giorgio Maria Trivulzio, B. † (nombrado el 7 de noviembre de 1678 - fallecido en 1689 )
- Luigi Savageri, CRS † (14 de junio de 1728 Nombrado - 30 de marzo de 1729 Sucedió como obispo de Alatri )
- Antonio Maria Ghislieri † (6 de julio de 1729 Nombrado - Fallecido en 1734 )
- Giovanni Battista Lambruschini † (11 de agosto de 1800 Nombrado - 3 de agosto de 1807 Nombrado Obispo de Orvieto )
- Antônio Rodrigues de Aguiar † (nombrado el 15 de marzo de 1815 - fallecido el 3 de octubre de 1818 )
- František Pištěk † (27 de septiembre de 1824 Nombrado - 24 de febrero de 1832 Nombrado Obispo de Tarnów )
- Rafael Barišić, OFMObs. † (24 de marzo de 1832 Nombrado - Fallecido el 14 de agosto de 1863 )
- Ferdinand-Aimé-Augustin-Joseph Dupond, Sociedad de las Misiones Extranjeras de París † (nombrado el 9 de septiembre de 1864 - fallecido el 11 de diciembre de 1872 )
- Franz Bernert † (nombrado el 28 de enero de 1876 - fallecido el 18 de marzo de 1890 )
- Augustinus Gockel † (nombrado el 2 de mayo de 1890 - fallecido el 11 de mayo de 1912 )
- John Joseph McCort † ( nombrado el 28 de junio de 1912 - el 22 de octubre de 1920 sucedió como obispo de Altoona )
- Egide de Böck (Boeck), CICM † (nombrado el 10 de marzo de 1921 - fallecido el 20 de diciembre de 1944 )
- Thomas Tharayil † ( nombrado el 9 de junio de 1945 - 8 de enero de 1951 sucedió al eparca de Kottayam )
- Viktor Győző Simon Macalik † (fallecido el 1951 - el 19 de agosto de 1953 ) [5]